# 李昂 (作家)
施淑端（1952年4月5日—），筆名李昂，是出身臺灣彰化鹿港的作家。
她作品中最為顯著的元素是女性主義。她至今最為人知的作品有小说《殺夫》等；該作品被譯為許多語言之版本，並廣受各地區讀者注目。同時，她許多作品都以其家鄉鹿港為敘事背景。
2004年，她獲頒法國藝術與文學勳章。

## 生平概略

### 早年生活
1952年，施淑端出生於彰化縣鹿港鎮。她的父親是一位商人，但十分喜愛中國古典文學。她有兩個姊姊，分別是大姐施淑女（筆名施淑，後從事於文學評論），二姐施叔青（後為作家）。在父親與姊姊影響下，她在幼年時期即對童話等文學領域產生興趣，並受家庭（相對）富裕的經濟情況支持於寫作活動。
中學時期，她就讀於彰化女中（六年制）。在初中部二年級時，她開始寫作，但作品〈安可的第一封情書〉投稿未果。高中部一年級時，她的作品〈花季〉被刊載於報刊，並獲頒時報文學獎報導文學首獎獎項，又被選入爾雅出版之《五十七年短篇小說選》。
大學時期，她就讀於中國文化學院哲學系。後來，她又就讀於俄勒岡大學戲劇研究所。
於1980年代返回臺灣後，她任教於母校中國文化大學（於1980年改制為大學）之中國文學系（後長期擔任該系文藝創作組之教師），並持續進行其寫作事業。此後，她曾擔任專欄作家、電視評論家，並參與於社會服務工作等。

### 寫作生涯
在她的寫作生涯中，她不斷嘗試於創新小說題材。 她致力於觀察臺灣社會時下現象，並在作品中揭示其中負面現象並加以批判，使得她的作品與臺灣社會持續產生互動關係。
1968年至1972年間，她的寫作風格受現代主義影響，表現出存在主義式之（對於社會現象的）反叛及心理（狀態）分析。1973年至1985年間，她的寫作內容呈現出女性自我意識等相關議題，且小說作品專注於描寫人物之情感；她曾表示當時其女性主義觀念之影響，來自於呂秀蓮及楊美惠等。1980年代前期（自美國返回臺灣後），她的作品呈現出對於臺灣傳統漢人社會及時下社會負面現象之強烈批判。 1980年代後期，在臺灣進一步民主化的政治及經濟等體制改革過程中，性別認同與政治認同間的顯著互動，成為她1990年代的寫作主題之一。 其後，她於其寫作手法之寫實主義基礎上，加入後設、魔幻、象徵、意識流、時空交錯等元素；她在《迷園》中探討國族認同議題，也在《自傳の小說》中嘗試以「大敘述」結構進行創作，並試圖還原女性被異化之樣貌，同時試圖書寫龐大而複雜之政治寓言。 約1997年起，她開始經常旅行於全球各地並尋覓美食，後於小說《鴛鴦春膳》中以食物為主題。 後來，她從事於臺灣各地民俗文化及歷史採訪工作等，並於多所學校擔任駐校作家。此後，她的小說逐漸開始描寫社會及人性現象之「光明面」。 但是，至今貫串她各小說作品的重要元素，仍是現代主義之精神心理分析等相關描寫。
她的小說作品關注之議題包含婦女所面對之家庭暴力、資本主義下的社會道德問題、大學教育的弊端、當代人的情愛和性愛問題等。她曾在許多（小說）作品中致力於描寫女性情慾，以及青年在面臨社會變化時所遭遇之有關性愛的心理與道德問題，也曾致力於描寫政治爭議等。
她經常使用直白而細緻的語言進行寫作，以期其創作能突破時下社會之制約與禁忌，她經常藉由描寫及分析作品中之人物心理活動，展示時下人群之集體心理樣貌，同時探討其中之社會議題。
她的寫作過程往往十分專注且緩慢，她也在其中維持規律的生活作息。
雖然她的作品多次引來輿論關注，但她相當注重個人隱私，且不認同讀者將小說內容與作家之（私人）生活進行聯想與猜測。
她曾被視為色情小說作家而招致許多負面評價。她小說作品中經常出現的性（行為）相關描寫，往往出現於故事人物的生存或精神狀態處於極度壓抑情況下；在描寫時，她經常將該些情節與時下社會生活情境結合。 她經常藉由描寫性（行為）方面的反抗，來象徵社會上的反抗；她藉此揭示並批評寫作時下臺灣社會之負面現象。 她也表示該些描寫是以心理學、社會學及精神醫學等專業領域相關知識為參考基礎。
1982年，她出版小說《殺夫》；該作品以當時南臺灣鄉村為設定背景，描寫其中成年男性藉其經濟優勢對女性施以控制和虐待的情態。 該作品隨後被翻譯為許多語言之版本，並廣受來自全球各地讀者之關注及議論。
1997年，她出版《北港香爐人人插》，隨後被輿論認定其內容影射對象為陳文茜，並因此引發爭議。
2014年，她出版《路邊甘蔗眾人啃》，並贈送一本該作品與太陽花學運領袖陳為廷。
此外，她家鄉鹿港豐富的民間傳說與宗教活動，是她寫作靈感及題材的主要來源之一。

## 貢獻
就文學成就而言：李昂這數十年的創作具體呈現了台灣社會發展的脈動，《殺夫》、《迷園》、《自傳の小說》是她的「台灣三部作」。日本的中國文學、台灣文學研究者藤井省三指出，「《自傳の小說》講的是日治時代謝雪紅的故事；《殺夫》是1930年代台灣的生活描述；《迷園》則是1970到1980年代台灣經濟發展期間的具體呈現。翻譯李昂的台灣三部作，可以呈現台灣的發展軌跡。」

李昂的文學貢獻在於：開發創新的議題、「展現時代群象，探討社會問題」，並獲得國際性的認同：任教於San Jose State University Chinese department的美國學者 K. C. Leung 在世界文學重要期刊《World Literature Today》 裡介紹李昂，認為「李昂對於現代主義式書寫的實驗、對於社會與婦女問題的探討，以及對於女性心裡的深度描繪」
；在香港任教的Daisy S.Y. Ng也讚賞李昂「創作議題多樣、勇於實驗文學敘述聲音、挑戰文類傳統規範」，認為李昂「是當代中文文學領域裡最令人感興趣的作家之一」
；中國大陸《人民文學》主編李敬澤與大陸女作家徐坤指出，李昂小說《殺夫》（1983）的問世帶給大陸文壇極大震撼，並影響80年代中國女性文學的書寫，隨著中國走向改革開放，激發出「殺夫」、「弒父」、「極端的女性個人化書寫」三種路線，在鐵凝、張潔、林白等女作家作品中，都可看到李昂的痕跡。

引發國際矚目：藤井教授提到，他在德國遇到著名的漢學家馬漢茂，得知他將《殺夫》譯成德文出版，在德國創下五萬本的銷售量；而《殺夫》在日本賣了四刷、六千本，僅次於黃春明的《莎喲娜拉再見》在日本創下超過一萬本的銷售紀錄，在台灣文學或中國文學類的書籍中算是很好的……《殺夫》對日本的女性主義影響相當大，有書評指出，它徹底的描寫男女關係的始源。
李昂的多部作品被翻譯成各國語言，在不同國家出版。《殺夫》已有美、英、法、德、日、荷蘭、瑞典、義大利、韓國等國版本；《迷園》亦已譯成日、法文出版；《自傳の小說》在日本出版；《暗夜》在法國出版；《看得見的鬼》在德國出版。《鴛鴦春膳》在巴黎改編為舞台劇演出。《北港香爐人人插》由德國達姆（Darmstadt）國家劇院改編成舞劇演出。李昂在2004年獲得法國文化部頒授「藝術與文學勳章騎士勛位」。德國知名導演 Monika Treut 紀錄片《母老虎飛飛飛》（Tigerwomen Grow Wings）以李昂作為其影片的三個主角之一，2007年法國巴黎 le Théâtre de l'Opprimé 劇團將《鴛鴦春膳》裡的〈牛肉麵〉改編為舞台劇版本，2011年德國 Darmstadt 國家劇院將李昂小說〈彩妝血祭〉改編為芭蕾舞劇演出，該劇入圍德國浮士德獎。
這些來自國外官方與民間團體的肯定，具體展現了李昂的國際知名度與能見度，也開闢了台灣文學的世界文學格局。

## 寫作觀點
她表示其寫作靈感，經常來自女性被宰制及壓迫之集體潛意識。

## 筆名由來
她曾表示其筆名「李昂」的「李」字借用自母親的姓氏，「昂」字則是希望自己可以「昂首挺胸」之意；在決定該筆名之時，考慮到臺灣社會大眾普遍認定女性作家只適合於寫作言情小說，因而挑選在當時被認定為偏向男性化之姓名組合，並以此期許自己能挑戰傳統社會價值觀。

## 寫作爭議
寫實小說原本就容易遭到議論，如果在小說中運用超越寫實的技巧，或是挑戰傳統社會，便更容易引起既有勢力的嚴厲批判。李昂的代表作，多屬陰鬱、譎詭的領域，試圖打破社會的制約和禁忌。因此，李昂的小說，更容易遭受到既有勢力的評斷了。歸納過去對李昂評論者的批判言論，大約是來自三方面的：一是李昂小說描寫的技巧，二是李昂性描寫的尺度，三則是對李昂小說描述主題的非議。

### 作品主題
「殺夫」這篇小說非常複雜，寫人性的不可捉摸，人獸之間剃刀邊緣的情形，寫得相當大膽、相當的不留情。寫沒有開放的農業社會中，中國人的陰暗面，把故事架構在原始性的社會裡來研究人獸之間的一線之隔；這是突破的作品，打破中國小說的很多禁忌，不留情地把人性最深處挖掘出來。──短篇小說家白先勇評《殺夫》

我從沒有忘記寫小說的困難和痛苦，「殺夫」真是驚人之作，不管是在題材上，還是在表達方法上面，把早期低層社會一些老百姓的生活、黑暗角落的事物都掌握得非常好，的確是很嚇人的。──雲門舞集創辦人林懷民評《殺夫》

### 寫作技巧
男女主角陳江水及林市這兩個角色不免是扁平而單向，缺乏想像、反省的能力，以致行為及思考上甚至有點機械化，正因為這樣，他們之間並沒有溝通的可能；而事實上，他們也沒有努力嘗試過。所以，《殺夫》這小說對婦女問題，尤其是在傳統社會裏與男性相對待下的婦女問題，有「震撼性」的演出，但並沒有帶來什麼能使婦女問題與婦女運動向前推進的東西；我們甚至可以說，即使回到這故事的時空點來看，仍然看不出什麼進步的理念。──詩人、中西比較文學家古添洪 （页面存档备份，存于）評《殺夫》

在「戴貞操帶的魔鬼」系列裡，我們看到了作者將旅遊團低俗的導遊的舉止，近乎耽溺的狀態，毫不節制地全盤照收；更看到了作者對戒嚴時期的氛圍，完全沒有駕馭能力，只是運用上一些陳腔濫調的象徵，如抓耙仔等等，就要帶過所謂「政治小說的寫作」。李昂的誘惑是成功還是自掘墳墓，目前尚無法定論。──作家兼精神部主治醫師王浩威 （页面存档备份，存于）》評《北港香爐人人插》

小說內容具有原始色彩經營的特色。小說中間處理女主角如何逐步非人化、被迫走上崩潰的過程，就小說「怪誕性」的處理而言，是一個突破。在呈現方面，（一）作者在描述上：角色生活中不同經驗不時互為呼應和互相修飾；（二）氣氛的經營：暗示性意象的運用、外在景物描寫與人物塑造、情節推展，互相配合；（三）文字感染力方面，表現突出。──香港作家、文學理論家、評論家鄭樹森評《殺夫》

### 作品尺度
在李昂小說的描寫中，性的問題，多半與畸情的、扭曲的男女關係有關。在李昂的世界裏，通姦偷情是尋常題材，我們看到一心要放棄貞操的女孩﹝〈莫春〉﹞、不知道怎麼守住貞操的學生﹝〈人間世〉﹞、與學生未婚妻有染的老師﹝〈轉折〉﹞、晚節不保、卻又強迫女兒與情人結婚的守舊母親﹝〈西蓮〉﹞、虐妻的丈夫、殺夫的妻子﹝《殺夫》﹞、當然還有表兄四五十的「北港香爐」﹝《北港香爐人人插》﹞。還有性被偷竊化﹝〈長跑者〉、〈回顧〉﹞、禁欲化﹝〈人間世〉﹞、妄想化﹝〈有曲線的娃娃〉﹞、淫蕩化﹝〈蘇菲亞小姐的故事〉﹞、春宮化﹝〈迷園〉﹞、自虐虐人化﹝《殺夫》、《暗夜》﹞、以及死亡化﹝〈婚禮〉、〈空白的靈堂〉﹞。甚至在描寫性行為上，也遍及在破祠堂裏、在屠宰場旁﹝《殺夫》﹞、在荒園中、在車上﹝《迷園》﹞、在辦公室裏﹝〈北港香爐人人插〉﹞、在小旅館破敗的彈簧床上﹝〈莫春〉﹞，在一切茍且不安的環境裏。」──比較文學及文學評論學者王德威評《北港香爐人人插》

我個人的道德感非常強，對殺夫這類的題材本來很有排斥性，但是這篇作品整體表現上實在很完整，很震撼我，是非常傑出的作品。我覺得作者是嚴肅而誠懇的面對人生，每一個場景都抓住不放，死命地朝裡面去寫，寫的細膩而深刻，即使是寫的「關了燈的文化」，作者卻有能力寫的一點都不輕浮，寫得很朦朧含蓄恰到好處，令人看了痛惜。──台灣作家、繪本作家司馬中原評《殺夫》

讀「殺夫」的時候覺得波濤洶湧，對作者構造的恐怖、陰慘的詭異世界充滿好奇與官能的刺激，被感染的程度十分強烈，是一篇好小說。──畫家、詩人與作家蔣勳評《殺夫》

### 新聞報導
李昂的小說《北港香爐人人插》出版後，社會上對「北港香爐」四個字衍生出不同層面的意涵，2006年一男子咒罵前妻「北港香爐」，被台北地院認定是在貶損對方人格，依公然侮辱罪判處拘役30日。
然而，李昂的小說特別重視荒謬人生的表現，兩性問題的核心在「性」的問題，以及對傳統社會或反對運動的抗爭上。所以李昂小說的人物和情節，才會特別強調女性情慾的解放與對傳統社會抗爭的構思上；而不太會考慮到社會問題的複雜性、兩性關係的和諧面、甚至更少用到第三隻眼來觀察事物的發展。
換個角度思考，就如王德威的評論所言：「不論毀譽，她的小說畢竟提供了一個獨特角度，見證台灣的性、道德，與政治論述的消長。若沒有了《殺夫》、《暗夜》、《迷園》、〈香爐〉，台灣的文壇還真要嫌太清靜─與太清潔─了一些吧。」

## 爭議
2023年9月20日，針對搭台北捷運遇到3名年輕人未讓博愛座進行公審，並點名台北市長蔣萬安要他給出博愛座的使用方式，在網路上引起相關廣泛討論。

## 代表作簡介

### 花季
1968年出版，源於李昂大專聯考壓力而產生的「受困意識」，可見存在主義與心理分析的濃重痕跡。
主題描述青少女對性的恐懼與幻想與存在主義式的自我追尋。故事內容為一位高中女孩因課業枯燥乏味而逃學、翹課去買花，在跟著一位花匠去挑選聖誕樹的路上，上演一場自導自演的性幻想。

### 殺夫
1983年出版，原名《婦人殺夫》，是作者以虛構的鹿城為背景，取材作家白先勇借給她的上海憶舊書籍《春申舊聞》中詹周氏殺夫的社會新聞而創作的小說，企圖探討台灣社會中的兩性角色。故事描述女主人公林市因喪父與母親流落街頭，不堪飢餓的母親受飯糰引誘遭一軍人強姦，而後遭家族處決，林市成為叔叔的家庭奴隸，出嫁後繼續作為丈夫陳江水的性奴隸，終於不堪壓迫而殺夫，接續了與母親相同──受父權禁錮的悲慘命運。故事中的殺夫事件不僅是故事主角的人生悲劇，更是父權體制下女性悲劇命運的縮影。

### 暗夜
1985年出版，內容主要描述現代都市的慾望氾濫，背景為台灣進入了資本主義工商業社會，中產階級的爾虞我詐以及在經濟驅力和性解放的表象下仍然嚴酷的性壓迫，女人的身體是交易的籌碼與報復洩恨的工具:
報社男記者葉原在與女大生丁欣欣尋歡作樂的同時，又與男企業家好友黃承德的妻子李琳紅杏出牆。黃承德為了與葉原的利益合作，知道真相卻不戳破，變相地利用妻子交易商業情報。年輕人陳天瑞跑到黃承德家中以道德之名告知真相，真實目的是想藉黃承德借刀殺人，報復佔有自己情人──丁欣欣的葉原。故事在四人之間以金錢與性作為網路的關係中展開。作者欲藉由故事中這些敗德的行為來檢視台灣資本主義工商社會下資產階級的墮落。

### 迷園
1991年出版，故事內容描述鹿城世家之女朱紅影的情慾糾葛，並藉由她的回憶呈現出父親朱祖彥遭受的政治迫害與私家花園「菡園」的歷史。從朱紅影的強弱浮沉、菡園的興廢、菡園中的植物與建築以及朱氏家族命運與台灣歷史的互相指涉等都有象徵意涵。而朱紅影成為了台灣的隱喻，她的成長帶有政治寓言的色彩，以女性同時具有多重面向，表示台灣及其歷史也同樣地包含多重面向。

### 北港香爐人人插
1997年出版，為《帶貞操帶的魔鬼系列》中四個短篇中的第三篇，四個作品間存在互文性，構成起承轉合的關係。故事中透過主人公林麗姿的從政，揭示了父權社會的潛規則─以身體交換權力，以及透過台灣烈士之妻的立委們對林麗姿的嘲諷，呈現出「貞節」和「悲情」也是一種秀，女人很難擺脫「被看」的位置。最後林麗姿「看」著迎神賽會的隊伍，扛神的男人累了而放下男神像，陷入塵土中少了下半身的模樣，嘲諷與顛覆以男性為中心來運作的政治權力。

### 自傳の小說
2000年出版，
與這部小說是一部傳記，同時出版的還有李昂自己追隨謝雪紅足跡的遊記散文《漂流之旅》，兩者形成互文性。作者將謝雪紅作為一個貫穿小說的人物，參考陳芳明的《謝雪紅評傳》、周明的《台中的風雷》，以及楊克煌筆錄謝雪紅的口述《我的半生記》為資料來源。內容描述聰明美麗而反骨，並且一生顛沛的謝雪紅，從反抗日本帝國主義、國民黨封建政權，到反抗中共獨裁統治，數度遭通緝、入獄、被刑求，但她始終以女性革命者自許。文體複雜多變，在史料與幻像之中穿梭，映現出的不只是謝雪紅的生平或是女性政客對權力的操控，或許真正含藏的是百年來女人的一生。作者欲藉由這部作品找尋一種有別於以往的政治小說，以編年史或事件為敘述方式的寫作方法，並試圖探討女性與權力、政治的書寫關係。

### 鴛鴦春膳
2007年出版，《鴛鴦春膳》表現了權力與顛覆抵抗的議題，飲食與情慾相互指涉的另類飲食書寫。內容有起、承、轉、合四個小標題，含〈牛肉麵〉、〈珍珠奶茶〉等八個短篇小說，描述主角王齊芳與父親共同經歷捕捉、宰殺、烹煮到品嘗奇珍異味的過程，並進一步將飲食與政治結合。《鴛鴦春膳》創造了「食色宰制」的特殊飲食書寫，反映出「食者/被食者」的概念，在情慾、政治、飲食文化中誰是食者，誰是被食者。

### 睡美男
2017年出版，故事敘述年過半百的前外交官第二任夫人殷殷，在健身房中認識了年輕教練Pan，這場戀愛使得殷殷對於自己的年齡與外觀感到焦慮。透過描述姊弟戀，打破對於大齡女子情慾的汙名化，正面呈現熟女身體慾望的自主權。

## 作品影劇改編
電影
- 《殺夫》，1984年《殺夫》改編成同名電影，由曾壯祥導演，吳念真編劇。[55]〈殺夫(上) （页面存档备份，存于）〉〈殺夫(下) （页面存档备份，存于）〉；2000年改編為電視劇《殺夫》，由台灣電視劇播出。
- 《暗夜》，1986年《暗夜》改編成同名電影，由但漢章編導。[56]〈台灣經典老電影《暗夜》 （页面存档备份，存于）〉
- 《月光下，我記得》，2005年短篇小說〈西蓮〉（ 出自《殺夫：鹿城故事》）被改編為電影《月光下，我記得》，由林正盛編導。[57]〈《月光下，我記得》預告片) （页面存档备份，存于）〉

電視劇
- 《北港香爐》，2000年《北港香爐人人插》改編為電視劇《北港香爐》，於東森綜合台播出。

舞台劇
- 2007年法國巴黎 le Théâtre de l'Opprimé 劇團將〈牛肉麵〉（ 出自《鴛鴦春膳》）部分內容改編為舞台劇版本。[58]

芭蕾舞劇
- 《Die Brautschminkerin》，2011年德國Darmstadt國家劇院將〈彩妝血祭〉（ 出自《北港香爐人人插》）改編為芭蕾舞劇《Die Brautschminkerin》（《新娘妝》），由林美虹負責編舞。[59]〈李昂小說改編舞劇：Die Brautschminkerin〉

## 獲獎紀錄
| 年份   | 獲提名                 | 獎項                                   | 結果 |
| ------ | ---------------------- | -------------------------------------- | ---- |
| 1978年 | 〈愛情試驗〉           | 聯合報文學獎                           | 佳作 |
| 1981年 | 〈誤解〉               | 時報文學獎                             | 佳作 |
| 1981年 | 〈別可憐我，請教育我〉 | 報導文學獎                             | 獲獎 |
| 1983年 | 《殺夫》               | 聯合報中篇小說                         | 首獎 |
| 2002年 |                        | 臺灣第11屆賴和文學獎                   | 獲獎 |
| 2004年 |                        | 法國文化部頒法國藝術及文學勳章騎士勛位 | 獲獎 |
| 2012年 |                        | 第35屆吳三連文學獎                     | 獲獎 |
| 2016年 |                        | 中興大學名譽文學博士學位               | 獲獎 |

## 外部連結
- 李昂的Facebook專頁
- 台灣作家作品目錄資料庫——李昂 （页面存档备份，存于）